# سندرک
سِندِرک، شهری در بخش سندرک شهرستان میناب در استان هرمزگان ایران است. این شهر، مرکز بخش سندرک است.

## صنایع دستی
از صنایع دستی این شهر می‌توان به تولک بافی، پریگ بافی، سوند، سواس، پروند، چیلک، کم زنی، تلی بافی، خوس بافی و … اشاره کرد.

## آثار تاریخی
- قلعه شهر سندرک
- زیارت بی بی گنجی

## پیشینه
بر اساس گفته ها در محل و شواهد  در سالیان دور مردمانی از قبیله سیستان و بلوچستان از منطقه بمپور در حوالی ایرانشهر به مناطق مرکزی  شهر سندرک کوچ نموده اند. و قصد عزیمت به منطقه بیابان (سیریک)  را داشته اند. که به دلیل رخداد  به پیشنهاد علی جلال  در شهر  و حومه ساکن می‌شوند. و مشغول به زندگی می پردازند.
در تعیین تاریخ و قدمت این مناطق طبق  آثار و شواهداز اقوام شاهد در این منطقه  از حیث جغرافیایی تاریخی جزء نواحی غربی  مکران می‌دانستند.  که از  مغرب به شهرستان بشاگرد
،    بخش سندرک    در گذشته جزئی از منطقه  بشاگرد  بوده  و از سال ۱۳۶۷  تا کنون به عنوان  بخش به تابعیت  شهرستان میناب است . با  توجه  به محدوده ،   سندرک   را جزئی از نواحی غربی مکران می دانستند.

## نام گذاری
سندرک در اصطلاح نام آن از سنگ و سنگلاخی و ناهمواری زمین گویند.
برخی از مردم معتقدند. نام سندرک در سالیان دور مردمانی از شرقی پاکستان و هندوستان 
به منطقه کوچ کرده که به آنها سُندی گویند. که بعدها به سندرک تغییر نام یافته است.

## جمعیت
بر پایه سرشماری عمومی نفوس و مسکن در سال ۱۳۹۵، جمعیت شهر سندرک برابر با ۱٬۹۱۵ نفر (۴۵۹ خانوار) بوده‌است.